# Clas Georg Tempelman
Clas Georg Tempelman, född 20 september 1745 i Östra Stenby församling, Östergötlands län, död 1 juli 1810 i Gårdeby församling, Östergötlands län, var en svensk präst.

## Biografi
Tempelman föddes 1745 i Östra Stenby församling. Han var son till kyrkoherden Petrus Tempelman och Margareta Livin. Tempelman studerade i Linköping och blev 23 februari 1763 student vid Uppsala universitet. Han blev 1770 domesticus episcopi och 13 maj 1772 komminister i Kärna församling, tillträde 1773. Tempelman avlade 26 juni 1777 pastoralexamen och blev 23 september 1778 kyrkoherde i Gårdeby församling, tillträde 1779. Den 23 november 1799 blev han prost. Tempelman avled 1810 i Gårdeby församling.

### Familj
Tempelman gifte sig 2 februari 1775 med Maria Catharina Langelius (1748–1827). Hon var dotter till kyrkoherden Olof Langelius i Häradshammars församling. De fick tillsammans barnen kamreren Olof Tempelman (1775–1830) i Stockholm, häradshövdingen Petrus Tempelman (1778–1834) i Stockholm, Greta Regina Tempelman som var gift med kyrkoherden Johan Daniel Gustafsson i Östra Ryds församling, Maria Catharina Tempelman (1781–1842) som var gift med lantbrukaren Olof Johan Langelius på Vrinnevi i Sankt Johannes socken, Eva Helena Tempelman (1782–1805) och Anna Elisabeth Tempelman som var gift med komministern P. E. Träskman i Kuddby församling.